# Енріке Мореплавець
Принц Енрі́ке (порт. Infante Henrique; 4 березня 1394 — 13 листопада 1460) — португальський інфант, герцог Візеуський (1415—1460), магістр Ордену Христа (1420—1460). Ініціатор систематичних португальських морських географічних досліджень на початку Доби великих географічних відкриттів, патрон португальських мореплавців. Його капітани дослідили острови та морські шляхи вздовж узбережжя Західної Африки.
Народився у Порту, Португалія. Представник Авіської династії. Четвертий син португальського короля Жуана I й англійської принцеси Філіппи Ланкастерської. Рідний брат португальського короля Дуарте І і дядько короля Афонсу V Африканця. Брав участь у завоюванні Сеути (1415), став її губернатором (1419). Ініціював, організував і очолив Танжерський похід (1437), який завершився катастрофою і загибеллю брата Фернанду. Намагався утвердитися на Канарах, окупованих Кастилією. Як вважається, він заснував навігаційну школу в Лагосі. Залучав картографів для складання карт африканського узбережжя та спонсорував експедиції для відкриття нових земель.
Прізвисько — Мореплавець, Навігатор (порт. el Navegado).

## Біографія
Енріке народився 4 березня 1394 року ймовірно в Порту, Португалія. Був третім сином (і четвертою дитиною) португальського короля Жуана I і англійської принцеси Філіппи Ланкастерської, сестри англійського короля Генріха IV. Старшими братами Енріке були майбутній португальський король Дуарте і коїмбрський герцог Педру, молодшими — авіський адміністратор Фернанду і конетабль Жуан. Через наявність двох старших братів, шанси Енріке на отримання португальської корони були доволі примарними і так ніколи й не були реалізовані.

## Захоплення Сеути

Червоний рівносторонній хрест Ордену Христа

У 1415 році, 21-річний Енріке разом з батьком і братами взяв участь у завоюванні мавританського порту Сеута на півночі Марокко. Сеута довгий час була базою для берберських піратів, які нападали на португальське узбережжя, грабуючи поселення і захоплюючи їх жителів для подальшого продажу в рабство.
Всупереч сподіванням Португалії, завоювання Сеути виявилося неприбутковим. У відповідь на захоплення Сеути, марокканці відрізали місто від своєї сухопутної торговельної мережі та системи постачання. Каравани із африканським золотом та іншими омріяними португальцями товарами просто змінили свої маршрути і стали вести до інших міст на узбережжі, зокрема до Танжеру. Внаслідок цього Сеута перетворилася з великого населеного пункту на вилюднілу фортецю, яку слід було захищати силами португальської залоги. Витрати на її утримання були більше від доходів, що давало знелюднене місто.

1416 року король Жуан I призначив Енріке відповідальним за постачання Сеути. На противагу планам залишити місто, Енріке хотів вирішити проблему шляхом розширення португальської експансії в Марокканському султанаті. Енріке почав досліджувати морське узбережжя Африки, більшість з якого була невідома європейцям. Основною метою досліджень були пошуки місця в Західній Африці, з якого в Сеуту та інші портові місця на африканському узбережжі прибували каравани із золотом та іншими екзотичними східними товарами, а також пошуки легендарного християнського королівства Пресвітера Йоана, яке, за уявленнями тогочасних європейців знаходилось «десь в Африці».

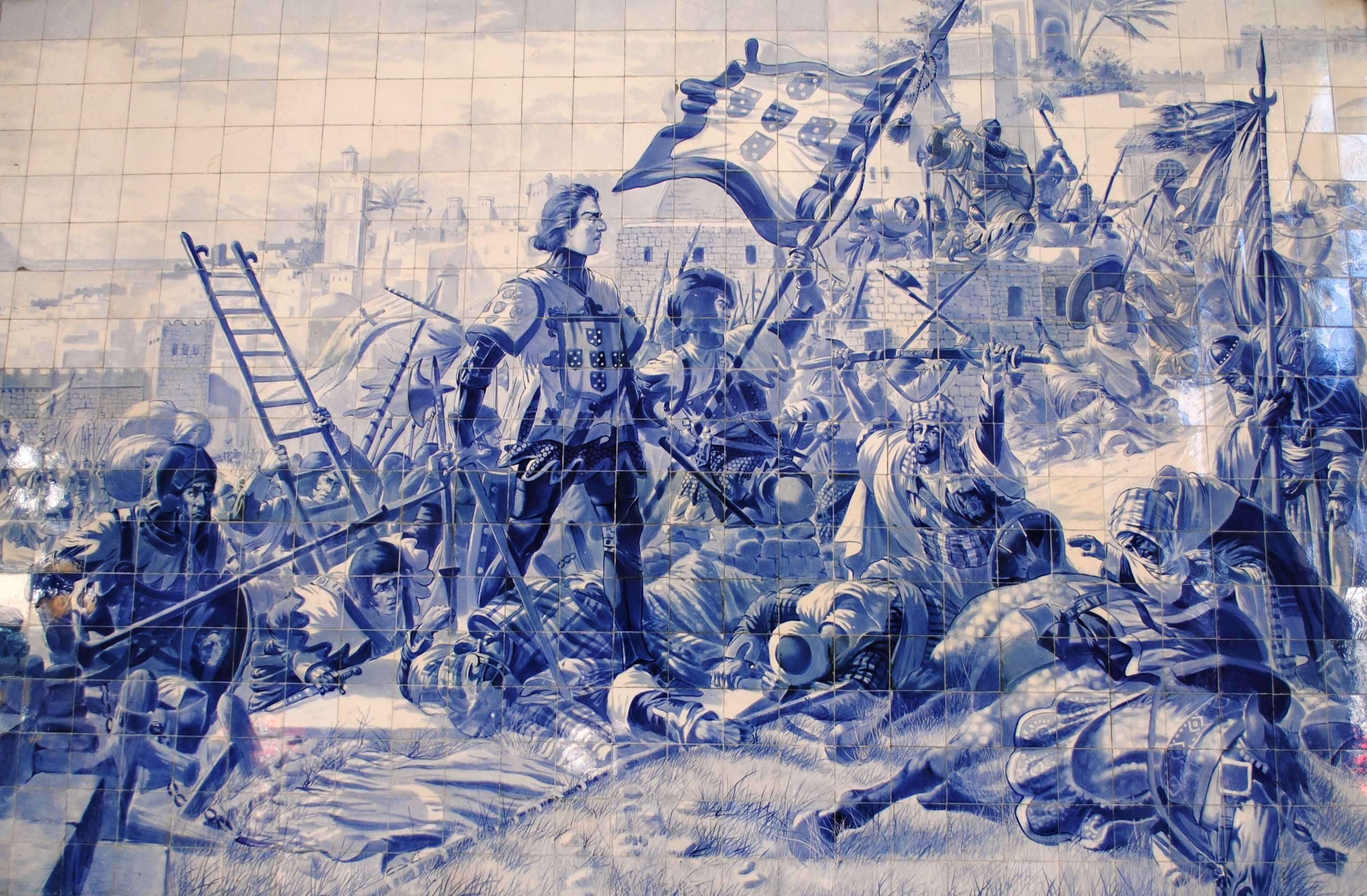
Принц Енріке під час завоювання Сеути. Азулежу, Порто

У 1418 році Енріке вдруге здійснив морську подорож до Сеути, яка в цьому році була атакована значними силами мусульманських військ з Гранади і Фесу й потребувала допомоги від метрополії. Після цього він віддалився від життя при дворі Лісабона і оселився в приморській провінції Алгарве — на південному узбережжі Португалії. 1419 року, батько Енріке, король Жуан І призначив його пожиттєвим правителем провінції Алгарве і новий губернатор одразу почав із перебудови та розширення поселення старого морського арсеналу на перешийку мису Сагреш, неподалік від портового міста Лагуш, у гавані якого будувались та комплектувались командами кораблі принца. На мисі Сагреш принц збудував для себе палац, капличку, робочий кабінет і містечко для своїх помічників і супутників. Сюди він залучав для роботи відомих європейських, арабських та єврейських математиків, майстрів з навігації, креслення мап та виготовлення морехідних інструментів.

## Перші відкриття
У XIV столітті на європейських картах час від часу з'являлись зображення тих чи інших островів в Атлантичному океані, міфічних чи реально побачених внаслідок випадкових відкриттів. Позначення островів архіпелагу Мадейра з їх поточними назвами з'являються на деяких середньовічних картах вже в XIV столітті — зокрема їх зображено в Атласі Медічі (1351 р), на Портолані братів Піццингані (1367 р), Портолані Солера (1380 р) і в Атласі Корбітіс (~1400 р). Вочевидь, якісь невідомі мореплавці вже стикались з цими островами в морі і повідомлення про це були відомі картографам. За принца Енріке ці острови були відкриті чи перевідкриті «офіційно», системно досліджені і нанесені на карти та було розпочато їх колонізацію європейськими поселенцями.

### Відкриття Мадейри (1419—1420рр.)

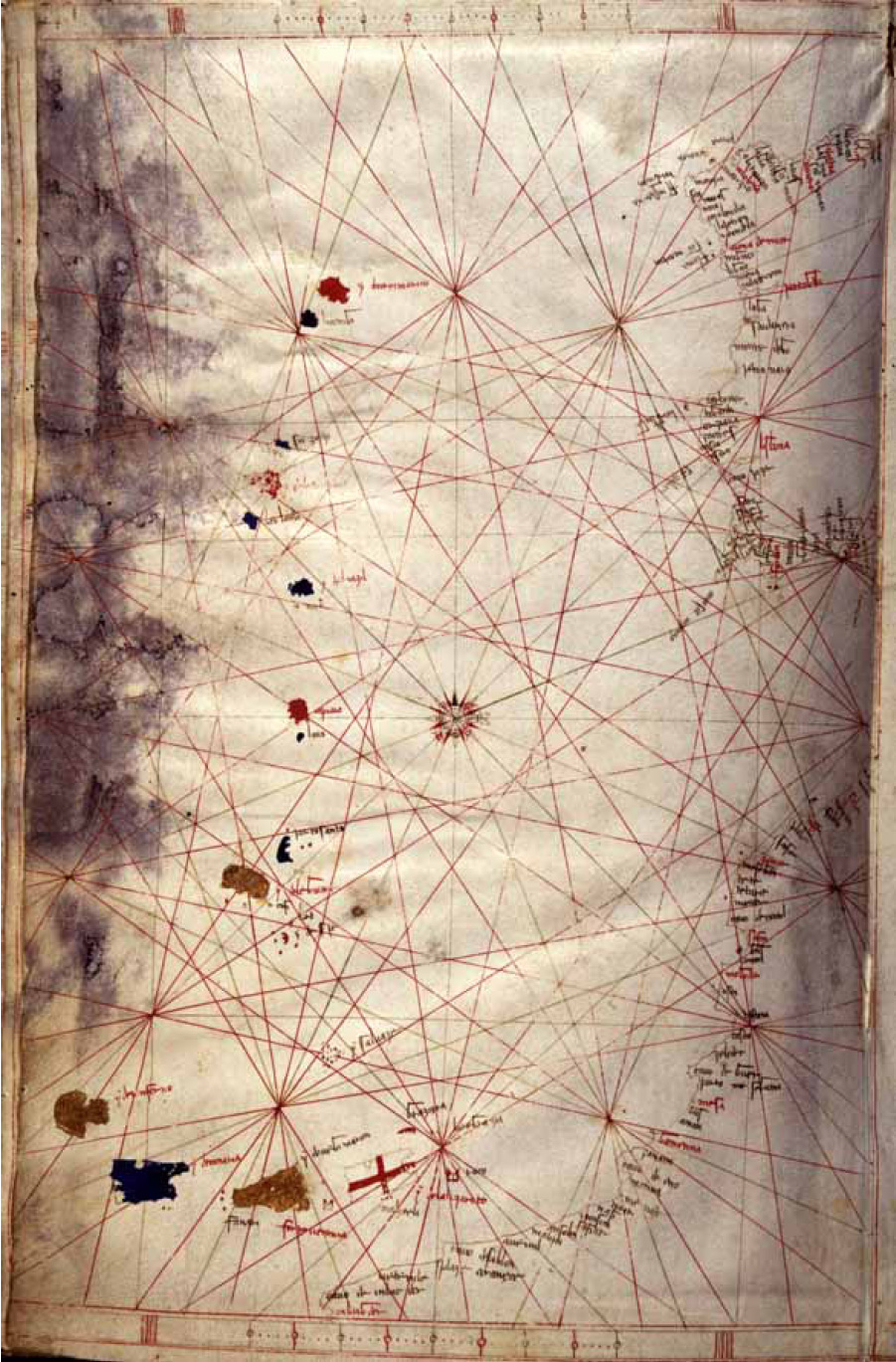
Атлас Корбітіс ~1400.р. Атлантичні острови і західноафриканське узбережжя

Вже в 1418 році робота поселення Енріке на мисі Сагреш дала свої перші результати. Того року лицарі та мореплавці, що знаходились на службі у принца Енріке — Жуан Гонсалвіш Зарку та Тріштан Ваш Тейшейра були відправлені досліджувати узбережжя Африки. Виконуючи маневр volta do mar під час повернення до Португалії, кораблі Зарко та Тейшейру біли віднесені штормом далі на захід в Атлантичний океан. Випадково вони знайшли порятунок на раніше невідомому острові, який мореплавці, що уникли на ньому небезпеки назвали Порту-Санту (Свята Гавань). Енріке оголосив нововідкритий острів власністю португальської корони і наказав колонізувати його. Цілком можливо, що оголошення прав Португалії на архіпелаг Мадейра було відповіддю на намагання Кастилії закріпити її права на Канарські острови. 1419 року був відкритий сусідній, і значно більший острів — Мадейра і з наступного року розпочалась його систематична колонізація.

### Азорські острови (1427—1432рр.)
Вважається, що помітки на мапі, складеній середньовічним каталонським картографом Габріелем де Валсека з Майорки, свідчать про те, що Азорські острови були вперше виявлені Діогу де Сілвішем у 1427 р. 1431 року принц Енріке відправив Гонсалу Велью Кабрала із наказом визначити точне місце розташування «островів», винайдених де Сільвешем. У перше своє плавання Велью, очевидно, дістався до скелі Формігаш на сході архіпелагу, перш ніж повернутися до Сагрешу, ймовірно через погану погоду. У наступному, 1432 році, він же досягнув інших островів Азорського архіпелагу.
Того ж часу португальські мореплавці також дійшли до Саргасового моря (західний північноатлантичний регіон), назвавши його через поширені там морські водорості Саргассум (sargaço/sargasso португальською).

### Подолання мису Бохадор (1434р.)
З часів античності мис Бохадор (мис Буждур, Західна Сахара) залишався найпівденнішою точкою, відомою мореплавцям вздовж пустельного західного узбережжя Африки. Мис вважався абсолютно нездоланним через сильні північно-східні вітри. Але набагато страшніше вітрів для мореплавців були вкорінені давні забобони: в арабській традиції за мисом розташовувалось «Зелене Море Пітьми», непідвладне людині. Європейські середньовічні моряки вважали, що за мисом жодне судноплавство неможливо, тому що там знаходиться край світу і море кишить морськими чудовиськами, які топлять кораблі, вода кипить від спеки, а снасті кораблів загоряються в розпеченому повітрі.
У 1430—1433 роках принц Енріке раз по разу надсилав своїх капітанів із завданням оминути мис Буждур і кожен раз вони повертались не досягнувши мети. 1433 року таке завдання отримав Жил Іаніш і після першої невдалої спроби, в 1434 році його каравела нарешті оминула мис Буждур, тим самим започаткувавши Добу великих географічних відкриттів. У своїх донесеннях принцу Іаніш вказував, що судну вдалося пройти на 50 ліг (150 миль) уздовж африканського узбережжя далі мису Буждур, і ніде не було помічено слідів присутності явних ворогів, причому «плисти під вітрилами тут так само легко, як і у нас вдома, а країна ця багата і усього в ній в достатку».

## Облога Танжера (1437)
1432 року Енріке запропонував батькові амбіційний проєкт хрестового походу з метою захопити увесь Марокканський султанат, або його північну частину з великими торговельно-фінансовими центрами. Перемога принесла б Португалії нові багаті землі й численних підданих, а ізольована і дотаційна Сеута перетворилася б на самодостатній форпост. Честь очолити експедиційне військо автор проєкту випрошував для себе.
Португальські експедиційні сили на чолі з принцом Енріке вирушили з Португалії в серпні 1437 р., маючи намір захопити низку марокканських прибережних фортець. Португальці розпочали облогу Танжеру в середині вересня. Після кількох невдалих штурмів міста португальські сили зазнали нападу від великої марокканської армії на чолі з візиром Абу Захарія Яхья аль-Ваттасі з Феса. Згодом марокканці оточили португальський облоговий табір і змусили їх голодувати. Щоб зберегти свою армію від повного знищення, Енріке уклав договір, в якому обіцяв повернути марокканцям захоплену в 1415 році Сеуту, в обмін на те, що йому дозволили вивести свої війська з оточення. Як гарантії виконання цих домовленостей, Енріке залишив марокканцям численних заручників, і серед них — свого молодшого брата Фернанду. Проте, умови договору так і не були виконані. Португальські кортеси вирішили утримати Сеуту і відмовитись від виконання договору. Внаслідок цього Фернанду залишився в марокканському полоні, де він помер у 1443 році.
Танжерське фіаско стало величезною невдачею для престижу та репутації Енріке Мореплавця, який особисто ініціював, розробляв і керував експедицією.

## Відновлення дослідження Африканського континенту

### Узбережжя Західної Африки

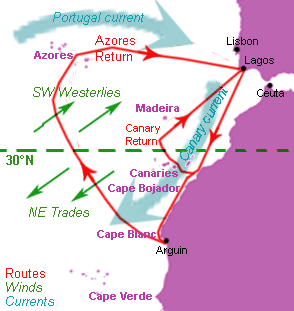
Вольта-ду-мар — маршрут капітанів Енріке Мореплавця

Після танжерської катастрофи принц Енріке повернувся в Португалію, де усамітнився і знову повернувся до морських досліджень африканського узбережжя. Енріке облаштувався на мисі Сагреш (сучасне місто Сагреш) на півдні Португалії у міста Лагуш. Він оселився в покинутому селищі, що пізніше називалося Віла-до-Інфанте (Місто принца).
Тоді його капітани почали використовувати новий тип корабля — каравелу, озброєну латинськими вітрилами і чергові морські експедиції, споряджені Енріке, просувались все далі і далі на південь вздовж африканського узбережжя.
в 1441 році Нуну Тріштан дійшов до мису Бланко і досягнув затоки Арґен у 1443 році, де в 1445 році Енріке заснував першу європейську факторію. 1444 року Дініш Діаш відкрив гирло річки Сенегал і досягнув мису Кабо Верде (14°45' п.ш.). На цьому етапі дослідники пройшли південну межу пустелі Сахара, і відтоді здійснилось одна з мрій Енріке — португальці обійшли по морю наземні караванні шляхи через західну пустелю Сахара, що була цілковито в руках мусульман. Омріяні товари з раніше невідомих земель — раби та золото почали надходити безпосередньо в Португалію, оминаючи арабських та берберських посередників. Ця кардинальна зміна торговельних шляхів завдала спустошливого удару по Алжиру та Тунісу, але збагатила Португалію. 1457 року надходження африканського золота дозволило розпочати карбування в Португалії перших золотих монет в історії країни — крузаду, що в той час дорівнювався 253 срібним португальським реалам.

### Початок європейської работоргівлі

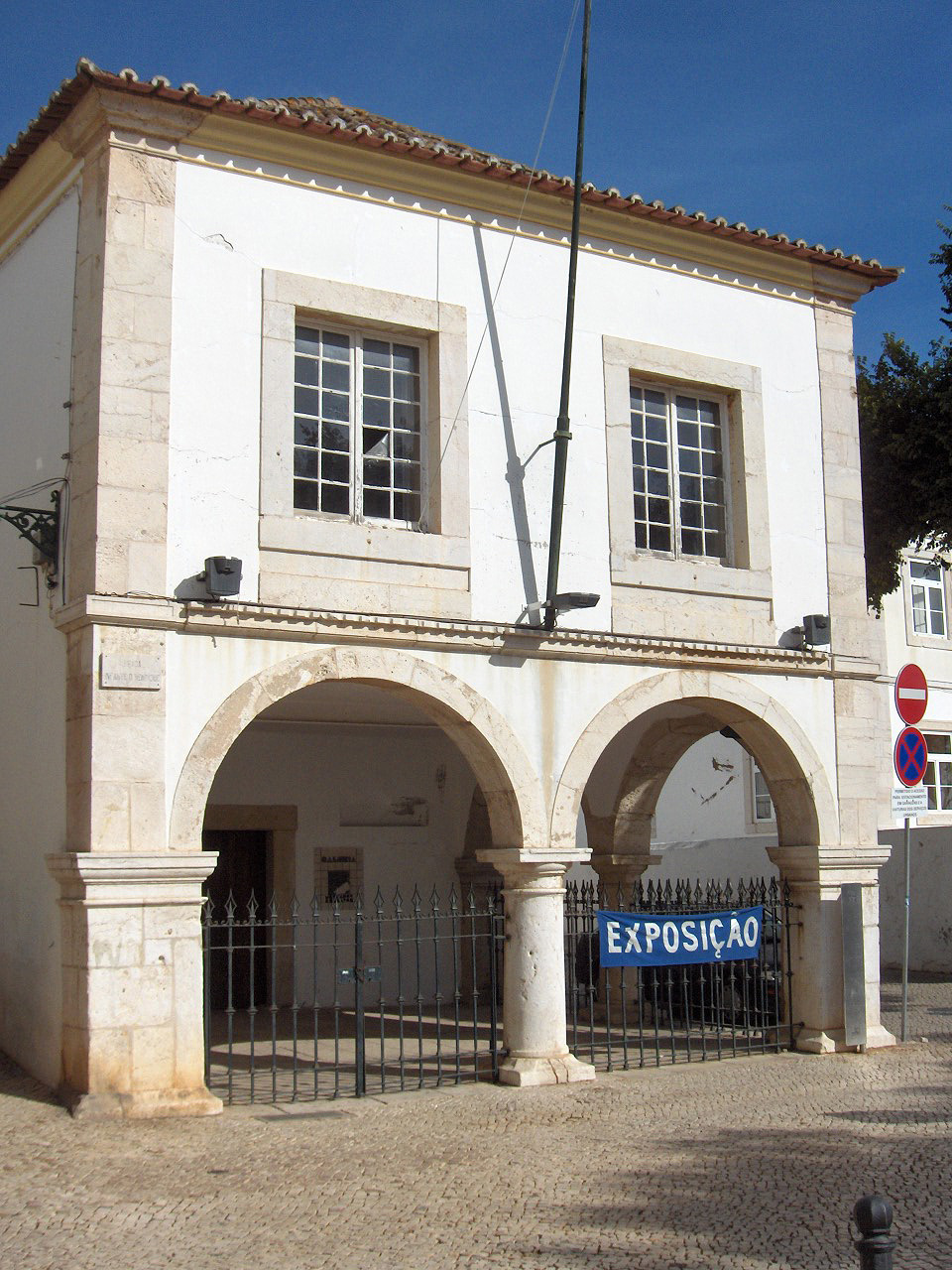
Будинок старої митниці в Лагуші — місце, де здійснювалась торгівля рабами (Mercado dos Escravos)

Перші контакти з африканським ринком рабів були експедиціями по викупу португальців, поневолених у результаті піратських нападів на португальські кораблі чи селища. Надалі португальці самі почали активно захоплювати темношкірих невільників.
Після того, як Нуну Тріштан у 1443 р. вперше доставив в Португалію партію з дюжини рабів, захоплених на о. Арґен, в 1444—1446 рр. із Лагуша та інших міст Португалії в район Арґенської затоки були направлені відразу декілька приватних флотилій (разом до сорока суден), що отримали від принца Енріке ліцензії на захоплення рабів і подальшу работоргівлю. Флотилія 1444 року з 6 кораблів на чолі з Лансароте де Фрейташ доставила до Лагуша 235 рабів-берберів, захоплених в Аргенській затоці.
Схоже, що португальські рейди по захопленню рабів були припинені після 1447 року (хроніка Зурари закінчується на цьому році). Враховуючи зростання витрат і жертв, здається, після цього часу португальці перейшли від самостійного полювання на рабів до придбання рабів у місцевих работорговців. До 1450 року за наказом принца Енріке на острові Арген було зведено постійну факторію, яка дозволила португальцям підключитися до транссахарської торгівлі рабами та золотом, що надходили по суші з Гвінеї. Работорговець і дослідник Альвізе Кадамосто, який подорожував до Західної Африки в 1455 році за ліцензією Енріке, надав деякі подробиці торгівлі в Аргені. Він зазначив, що для збереження миру навколо Аргена принц Енріке ввів заборону на будь-яке подальше викрадення берберського народу Санхаджа і дозволив лише придбання язичницьких чорношкірих африканських рабів шляхом торгівлі.
Енріке виправдовував работоргівлю тим, що цих полонених навертали у християнство. Португалія ввела державну монополію на торгівлю чорними рабами і до поставки перших товарів з Індії работоргівля найбільші прибутки від морських експедицій португальців.

### Відкриття островів Зеленого Мису (1456)
Останнім з визначних відкриттів, здійснених при Енріке Мореплавці було відкриття архіпелагу Біжагош та островів Зеленого Мису (Кабо-Верде).
Альвізе Кадамосто, венеційський мореплавець на службі принца Енріке у своєму першому плаванні в 1455 році досягнув річки Гамбія, а в 1456 році став першим європейцем, що дістався до миса Рохо, гирла річки Геба та відкрив острови архіпелагів Біжагош. За його твердженнями на зворотному шляху він відкрив декілька з островів архіпелагу Кабо-Верде. Пізніше право першовідкривачів цих островів оспорювали також Антоніо да Нолі та Діогу Гоміш, ще два капітани принца Енріке, що досліджували західноафриканське узбережжя.

## Спадщина

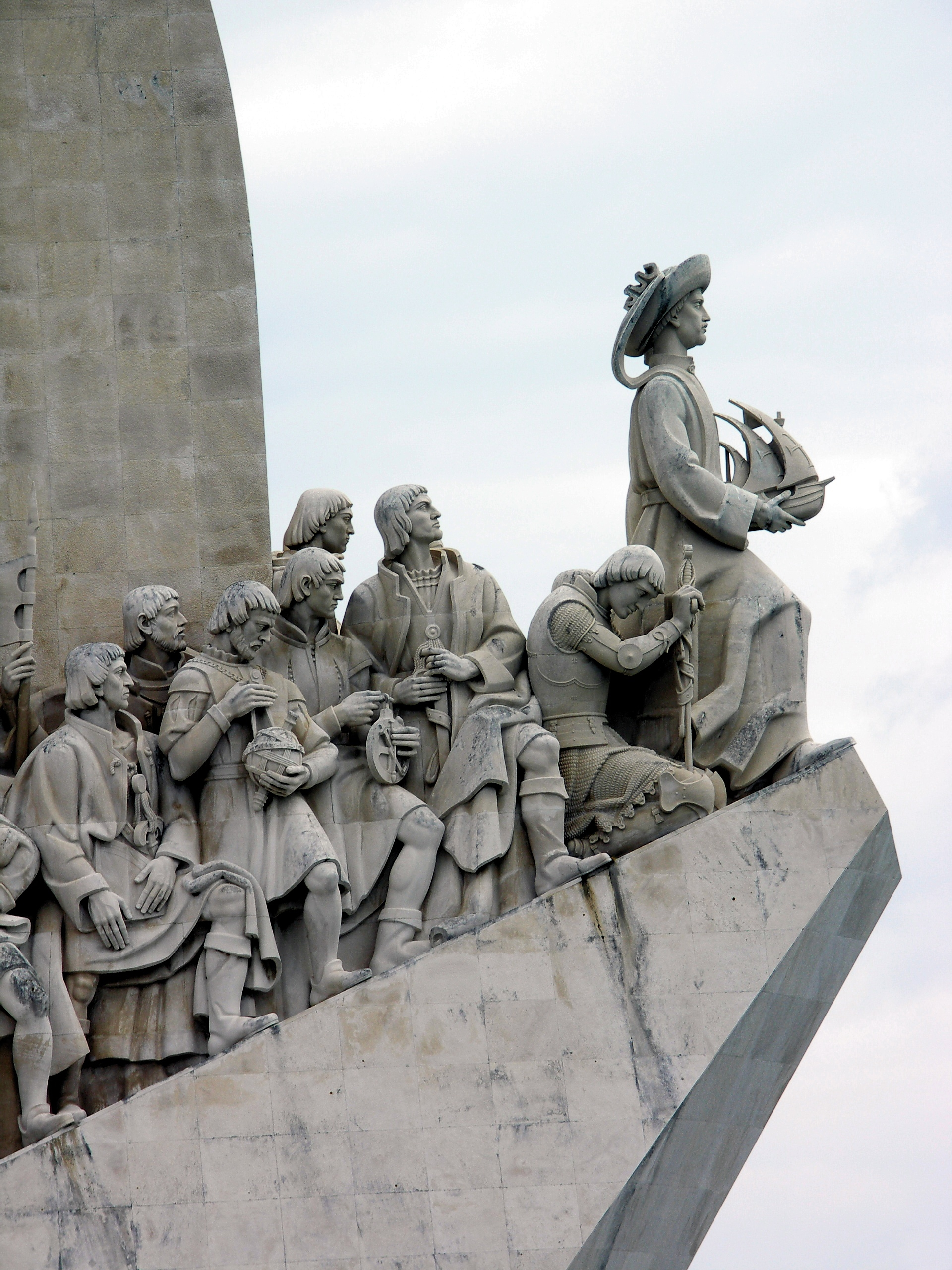
Енріке Мореплавець на чолі інших португальських першовідкривачів на Пам'ятнику географічним відкриттям в Лісабоні

За життя принца Енріке португальські мореплавці пройшли мис Буждур і просунулись вздовж африканського узбережжя майже до берегів сучасної Сьєрра-Леоне. Після смерті Енріке, за правління його племінника короля Афонсу V активні морські дослідження тимчасово призупинились і португальці приділили свою головну увагу захопленню та опануванню тих територій в Африці, що вже були відкриті. Проте із сходженням на престол короля Жуана II справу принца Енріке було поновлено і через чверть сторіччя після смерті принца — у 1488 р. португалець Бартоломеу Діаш нарешті досягнув південного краю континенту, який було названо мисом Доброї Надії і довів, що Африку можна обминути з півдня. 1498 року інший португалець — Васко да Гама на чолі флотилії оминув мис Доброї надії і став першим європейським мореплавцем, який відкрив морський шлях до Індії.

## Зображення у культурі
- Інфант Енріке є головним героєм декількох історичних хронік, написаних в XV ст. португальським придворним літописцем Гомішем Іанішем де Зурарою.
- Зображений на чолі групи португальських дослідників на Пам'ятнику португальським географічним відкриттям у Лісабоні.

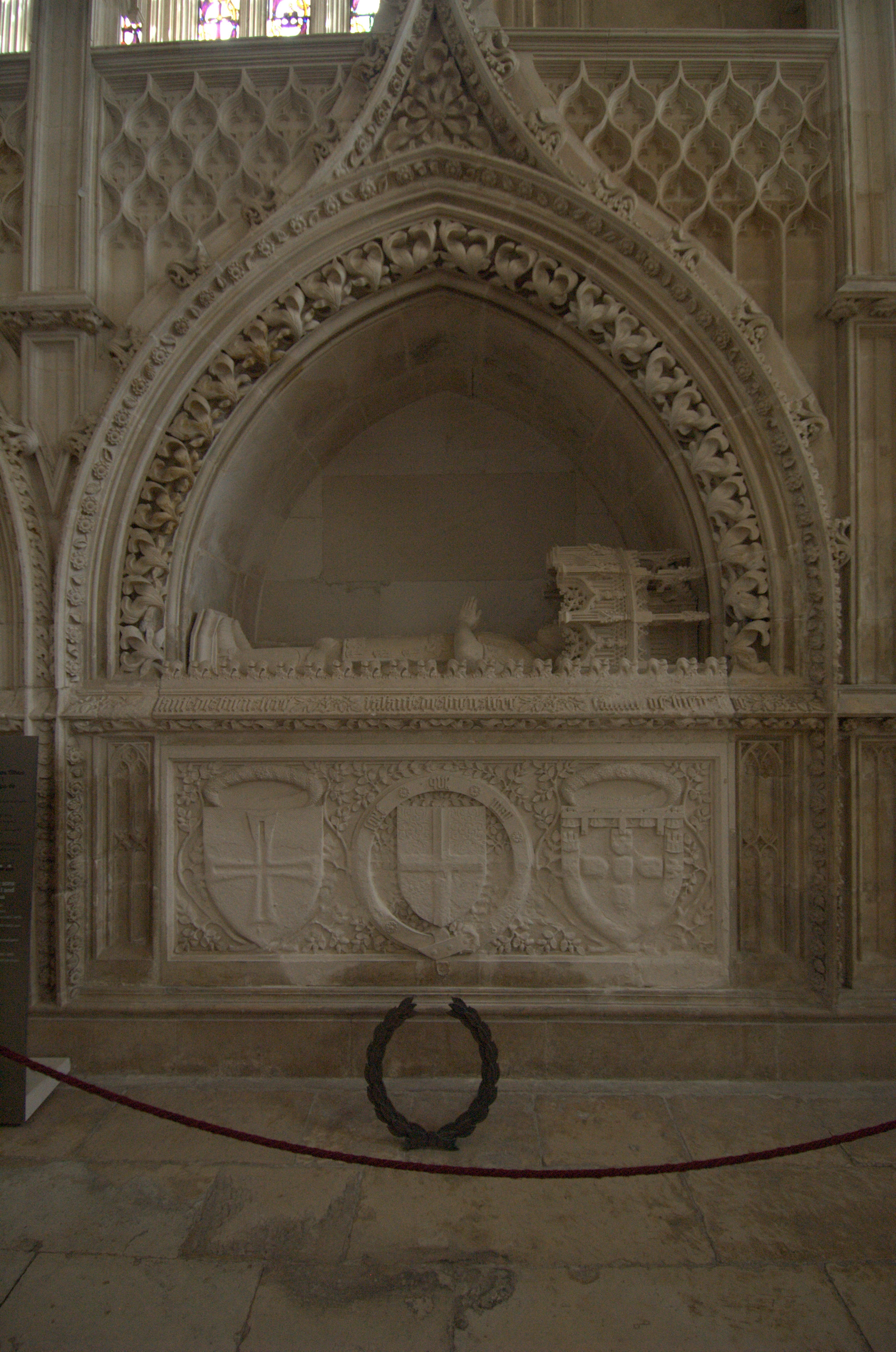
Могила Енріке Мореплавця в Батальському монастирі

## Родина
- Батько: Жуан I (1357—1433), король Португалії (1385—1433)
- Матір: Філіппа (1360—1415), донька ланкастерського герцога Джона Гентського
- Рідні брати і сестри:
  - Бранка (1388—1389), померла немовлям
  - Афонсу (1390—1400), спадкоємець престолу, помер юнаком
  - Дуарте (1391—1438), король Португалії (1433—1438)
  - Педру (1392—1449), герцог Коїмбрський (1415—1449), регент (1439—1449)
  - Ізабела (1397—1471) ∞ Філіпп III, бургундський герцог
  - Жуан (1400—1442), конетабль Португалії (1431—1442)
  - Фернанду (1402—1443), адміністратор Авіського ордену (1434—1443)
- Зведені брати і сестри:
  - Афонсу (1377—1461), герцог Браганський (1442—1461)
  - Беатриса (1380—1439) ∞ 1) Томас Фіцалан, граф Арундельський ; 2) Джон Голланд, граф  Гантінгдонський
- Спадкоємець: Фернанду (1433—1470), герцог Безький (1453—1470) і Візеуський (1460—1470), магістр Ордену Христа (1461—1470), конетабль Португалії (1466—1470)